# Выборы губернатора Самарской области (2014)
Досрочные выборы губернатора Самарской области 2014 — состоялись 14 сентября 2014 года в единый день голосования. Победу одержал Николай Меркушкин, набрав рекордные 91,35 % голосов. До этого Меркушкин исполнял обязанности губернатора Самарской области. Одновременно в области прошли выборы в городскую думу шестого созыва города Новокуйбышевска.

## Предшествующие события
Предыдущие прямые выборы губернатора Самарской области прошли 2 июля 2000 года, тогда губернатором области был избран Константин Титов. Следующие выборы должны были пройти летом 2005 года, однако в сентябре 2004 года президент России Владимир Путин предложил заменить прямые выборы глав регионов назначением лично президентом России, с обязательным утверждением в должности региональном парламентом. Соответствующий законопроект был разработан и принят в декабре 2004 года, а последние прямые губернаторские выборы состоялись в Ненецком автономном округе в январе 2005 года. Из-за этих изменений в законах после истечения полномочий Титова в июле 2005 года прямых выборов уже не предполагалось.
19 апреля 2005 года, не дожидаясь окончания губернаторского срока, Титов официально обратился к президенту Путину с вопросом о доверии. при этом предварительно кандидатура губернатора Титова уже была одобрена президентом, её поддержали и полпредство в Приволжском округе, и дума Самарской области. 25 апреля президент Путин предложил Самарской губернской думе утвердить Титова в должности на следующие 5 лет, что и было сделано единогласно уже на следующий день. 28 апреля 2005 года официально Титов вступил в должность губернатора Самарской области.
Однако уже через два года, в августе 2007, Константин Титов досрочно сложил губернаторские полномочия (официально — по собственному желанию). Исполняющим обязанности был назначен депутат областной думы, президент группы «АвтоВАЗ» Владимир Артяков. Уже через два для он был утверждён губернатором Самарской области на 5-летний срок.
В 2012 году было решено возвратить прямые выборы глав регионов России. Соответствующий закон вступал в силу с 1 июня 2012 года. Также устанавливался единый день голосования дважды раз в год — весной и осенью. Таким образом выборы губернатора ожидались 14 октября 2012 года. Однако 10 мая 2012 года Владимир Артяков подал в отставку с поста губернатора Самарской области по собственному желанию. На тот момент ещё действовал прежний порядок наделения губернаторскими полномочиями. И в тот же день Путин назначил врио губернатора Самарской области Николая Меркушкина, ранее на протяжении семнадцати лет возглавлявшего Республику Мордовию. 12 мая 2012 года Самарская губернская дума на внеочередном заседании утвердила его на 5-летний срок.
В июне 2014 Николай Меркушкин, срок полномочий которого истекал лишь в 2017 году, решил переизбираться на новый 5-летний срок на сентябрьских выборах. Он, как и ряд других губернаторов, подал в отставку и одновременно был назначен врио губернатора.

## Кандидаты
Кандидатов на выборах губернатора выдвинули 7 партий. Однако двое кандидатов Светлана Пеунова (партия «Воля») и Сергей Цюпко («Партия мира и единства») не смогли пройти муниципальный фильтр и им было отказано в регистрации. В итоге к выборам были допущены 5 партийных кандидатов.
Партия «Гражданская платформа» и «Родина» — имеющие в регионе устойчивый финансовый ресурс, отказались от участия. Председатель регионального отделения партии Родина Сергей Мирошниченко со страниц предвыборной газеты кандидата в Губернаторы Самарской области Николая Меркушкина призывал голосовать за Меркушкина.
В период дня голосования на избирательных участках «наблюдателями» были представители трёх кандидатов Меркушкина, Синцова и Маряхина — размер оплаты наблюдателю составил (одну тысячу рублей), остальные кандидаты наблюдателей не имели. Наблюдатели Меркушкина и Синцова имели единый предвыборный штаб. Размер оплаты членов участковой избирательной комиссии в день голосования составил (пять тысяч рублей).
| Кандидат                     | Дата Рождения | Должность (на момент выдвижения) | Партия                 | Статус              |
| ---------------------------- | ------------- | --- | ---------------------- | ------------------- |
| Пеунова Светлана Михайловна  | 11.02.1958    | советник АНО Академия Светланы Пеуновой | Партия Воля            | отказ в регистрации |
| Меркушкин Николай Иванович   | 5.02.1951     | исполняющий обязанности Губернатора Самарской области | Единая Россия          | зарегистрирован     |
| Матвеев Михаил Николаевич    | 13.05.1968    | депутат Самарской Губернской думы, заместитель председателя комитета по местному самоуправлению                                                                                      | КПРФ                   | зарегистрирован     |
| Белоусов Михаил Владимирович | 23.09.1981    | депутат Самарской Губернской думы 5-го созыва, заместитель председателя областной думы, генеральный директор ООО Строительной компании Стандарт                                      | ЛДПР                   | зарегистрирован     |
| Маряхин Михаил Иванович      | 13.02.1977    | депутат Самарской Губернской думы, заместитель председателя комитета по здравоохранению, демографии и социальной политике, управляющий доп. офисом г. Тольятти ОАО «Россельхозбанк». | Справедливая Россия    | зарегистрирован     |
| Синцов Валерий Николаевич    | 26.01.1965    | директор муниципального предприятия города Самары МП «Дворец торжеств» | Патриоты России        | зарегистрирован     |
| Цюпко Сергей Иванович        | 14.01.1958    | пенсионер, майор ВС в отставке | Партия мира и единства | отказ в регистрации |

## Результаты
В выборах в приняли участие 1 495 989 человек, таким образом явка избирателей составила 61,58 %.
| Явка избирателей                                      | Явка избирателей                                      | Явка избирателей | Явка избирателей |
| ----------------------------------------------------- | ----------------------------------------------------- | ---------------- | ---------------- |
| Число избирателей, включённых в список избирателей    | Число избирателей, включённых в список избирателей    | 2 429 343        | 100 %            |
| Из них приняли участие в выборах (выдано бюллетеней)  | Из них приняли участие в выборах (выдано бюллетеней)  | 1 495 989        | 61,58 %          |
| Процент испорченных бюллетеней                        |                                                       |                  |                  |
| Приняли участие в голосовании (возвращёно бюллетеней) | Приняли участие в голосовании (возвращёно бюллетеней) | 1 491 698        | 100 %            |
| Из них действительных бюллетеней                      | Из них действительных бюллетеней                      | 1 471 962        | 98,68 %          |
| Из них недействительных бюллетеней                    | Из них недействительных бюллетеней                    | 19 736           | 1,32 %           |
| Распределение голосов:                                |                                                       |                  |                  |
| 1.                                                    | Николай Меркушкин                                     | 1 362 676        | 91,35 %          |
| 2.                                                    | Михаил Матвеев                                        | 58 963           | 3,95 %           |
| 3.                                                    | Михаил Белоусов                                       | 25 237           | 1,69 %           |
| 4.                                                    | Михаил Маряхин                                        | 16 833           | 1,13 %           |
| 5.                                                    | Валерий Синцов                                        | 8253             | 0,55 %           |
| Число действительных (учтённых) бюллетеней            | Число действительных (учтённых) бюллетеней            | 1 471 962        | 100 %            |